# Tvärstjärtad svala
Tvärstjärtad svala (Psalidoprocne nitens) är en fågel i familjen svalor inom ordningen tättingar.

## Utseende och läte
Tvärtstjärtad svala är en rätt enfärgat brunsvart svala med en unik svag grön glans på fjäderdräkten. Stjärten är kort och tvärt avskuren med endast en liten klyvning. I Centralafrika överlappar den med mycket likartade skogssvalan, men tvärtstjärtad svala har förutom den jämna och grönglänsande fjäderdräkten en mer typisk mjuk svalflykt. Lätet skiljer sig också, en serie med korta och ljusa gnisslande och visslande ljud.

## Utbredning och systematik
Tvärstjärtad svala delas in i två underarter:
- P. n. nitens – förekommer från södra Guinea till Kamerun, Gabon, allra västligaste Demokratiska republiken Kongo och nordvästra Angola
- P. n. cis – förekommer i nordvästra Demokratiska republiken Kongo (från Tshuapa till Semliki Valley)

## Levnadssätt
Tvärtstjärtad svala är lokalt vanlig över skog eller utmed skogsbryn, ibland i mer öppna miljöer.

## Status och hot
Arten har ett stort utbredningsområde, men tros minska i antal, dock inte tillräckligt kraftigt för att den ska betraktas som hotad. Internationella naturvårdsunionen IUCN listar arten som livskraftig (LC).